# Без игры жизни нет
Без игры жизни нет (яп. ノーゲーム・ノーライフ Но:гэ:му но:райфу, No Game No Life) — ранобэ, написанное и иллюстрированное Ю Камией. На июль 2018 года было опубликовано 10 томов. Манга-адаптацией занимался Ю Камия, иллюстрировала Масиро Хиираги. Манга начала издаваться в журнале Monthly Comic Alive 27 января 2013 года. Аниме-адаптация студии Madhouse транслировалась с 9 апреля по 25 июня 2014 года.

## Сюжет
Брат и сестра, Сора и Сиро, неразлучны, как в реальном, так в игровом мире. Их индивидуальные навыки в совокупности делают их идеальной командой: Сора с его хорошо развитой интуицией и Сиро с её замечательным интеллектом, уровень которого выходит за рамки возможного. В реальном мире они NEET, но в игровом мире они известны как 『　　』  (яп. 空白 Ку:хаку, букв. «Пробел»), непобедимая группа онлайн-игроков. Их называют «Пустые», поскольку имена учётных записей игроков всегда остаются незаполненными. Однажды после победы над таинственным противником в онлайн-шахматах брат и сестра получают предложение возродиться в другом мире под названием Disboard, где все решается с помощью игр. Согласившись, они попадают в другой мир, где встречают бога этого мира — Тэта, который и оказывается тем таинственным соперником. Вместе Сора и Сиро начинают своё путешествие, помогая слабой человеческой расе иманити завоевать этот мир, чтобы бросить вызов самому Тэту и получить звание бога.

## Сеттинг

### Иманити
Название расы образовано слиянием двух слов — Immune (стойкие) + Humanity (человечество) = Imaniti. В мире Дисборд иманити также известны, как человеческая раса. В ранге «Эксидов» (разумных рас) они занимают последнее шестнадцатое место. Иманити являются представителями единственной расы, которая эволюционировала самостоятельно, а не была создана кем-то из Старых Богов. Физиология иманити практически полностью соответствует физиологии людей из нашего мира, за исключением того, что в их телах (как и во всех живых существах Дисборда) содержатся частички «Элементалей» (представителей третьей расы, которые образуют «Элементальные Коридоры» и позволяют использовать магию). Но иманити не могут их контролировать, поэтому они не способны применять магию и даже увидеть или почувствовать когда её применяют другие расы. Они могут лишь наблюдать последствия её применения. Эти факторы вынудили иманити — стать первой расой, которая начала полагаться на свои знания, а не силу. Именно поэтому после окончания Великой войны и появления «Десяти заповедей» королевство Элкия постепенно стало самой большой страной на континенте. Однако преимущество иманити закончилось в тот момент, когда остальные расы стали накапливать и применять свои знания. Они наконец смогли победить иманити и довели страну до грани вымирания. В это самое время в мире Дисборда появляются «Пустые» и поднимают страну с колен. Сора и Сиро восстанавливают большинство земель, сформировав альянс со зверолюдами, флюгелями, дампирами и русалками, и объединяют их в единое государство — «Федерация Элкия».
Шахматная фигура иманити — Король, который является самым слабым, но стратегически важным звеном в шахматной партии.

### Эльфы
Седьмая в ранге «Эксидов» раса мира Disboard. Занимает наибольшую площадь в мире. Официально Эльвенгард — демократическая страна, но в качестве рабов эльфы использую расы, которые ниже них по рангу. В качестве рабов используются представители других рас, в том числе иманити. Внешне похожи на иманити, за исключением более длинных ушей.

## Персонажи

### 『　　』
『　　』(яп. ку: хаку) — легендарные игровые аккаунты, которые победили более 1200 конкурентов в играх и стали городской легендой. В реальном мире состоят из двух NEET-подростков — Соры и Сиро, которые приходятся друг другу сводными братом и сестрой. Даже в мире Disboard пустота является их главным символом.
Сора (яп. 空) — сводный 18-летний брат Сиро. Играя в игры, Сора хорошо просчитывает мысли соперников и прогнозирует их следующие шаги. Он хорош в читерстве, а также замечает читерство со стороны соперников и прекрасен в стратегиях (в отличие от своей сестры). После победы в состязаниях между жителями Дисборда он становится королём. После коронации изъявляет желание завоевать весь мир, чтобы стать богом. Когда Сора не находится рядом с сестрой, он становится замкнутым.
Сэйю: Ёсицугу Мацуока
Сиро (яп. 白) — сводная 11-летняя сестра Соры. Родилась гением. Сиро хорошо разбирается с делами, в которых необходим расчёт. Она также хорошо играет в шахматы и FPS-игры, но имеет проблемы, когда противник читерит или происходит что-то непредсказуемое. Когда она объединяется с Сорой, они становятся непобедимы в играх. Она становится царствующей королевой Дисборда после того, как вместе с Сорой побеждает в состязаниях между жителями Элькии. Сиро остаётся на стороне Соры и, несмотря ни на что, хочет вместе с ним покорить мир. Когда она не с братом, становится подавленной из-за антропофобии.
Сэйю: Аи Каяно

### Старые боги
Тэт (яп. テト Тэто) — Единый, Истинный Бог, живущий в шахматной фигуре короля. Он был рождён за шесть тысяч лет до того, как Сора и Сиро попали в мир Дисборда. В те времена шла «Великая Война», в ходе которой 16 рас воевали друг с другом. Концом жестокому кровопролитию стал человек по имени Рику Дола, а также его жена, «Экс-машина», Суви Дола. Рику смог вообразить существование «Бога Игр», что привело к рождению Тэта. Благодаря усилиям Рику, Тэт стал одержимым от объекта известного под названием «Звёздный грааль», который позволил ему стать богом Дисборда. Используя его силы, Тэт создал «Десять Заповедей», тем самым он завершил войну и сплотил мир вокруг игр.
Сэйю: Риэ Кугимия
Хоро (яп. 帆楼 Хоро) — бог сомнения, доверия и мудрости. Была первым и, судя по всему, старейшим разумным существом в мире и лидером Старых богов. До событий в 7 и 8 томах ранобэ она находилась внутри Мико, так как это было условием для победы в игре, в которую они играли, когда Хоро была ещё маленькой.

### Флюгели
Азраил (яп. アズリール Адзури:ру) — первый флюгель и их лидер после смерти Артоша, старого бога, создавшего их. С тех пор Азриэль стала подавленной по отношению к жизни и пытается придать значение существованию флюгелей. Она способна общаться с местом обитания флюгелей, живым парящим островом, названным Авант Хейм, который принадлежит к расе фантазмов. После проигрыша Соре и Сиро её силы были снижены до уровня людских, что дало ей возможность взглянуть на жизнь по-новому.
Сэйю: Юи Хориэ
Джибриль (яп. ジブリール Дзибури:ру) — самая молодая и сильная из флюгелей, известна своей безжалостностью. Она выиграла библиотеку Элькии у дедушки Стефани, чтобы использовать её как дом и хранить в ней свои книги. После поражения Соре и Сиро в Сиритори она становится их рабыней, но с ней обращаются как с равной. Она часто снабжает их нужными для них магическими и транспортными средствами. Позже она начинает публиковать романы, основанные на Соре и Сиро, которые делают их известными среди флюгелей.
Сэйю: Юкари Тамура

### Зверолюди
Идзуна Хацунэ (яп. 初瀬 いずな Хацунэ Идзуна) — 8-летняя девочка, внучка Ино Хацунэ и бывший посол расы Зверолюдей в игре за фигуру расы Иманити. После того, как Сора и Сиро заставили зверолюдей присоединиться к Элкии, Мико направила Идзуну, как и её дедушку, следовать и учиться у них. Сора и Сиро имеют привычку гладить мех Идзуны, что очень раздражает её, особенно её дедушку.
Сэйю: Миюки Савасиро
Мико (яп. 巫女 Мико) — правительница Восточного Союза. Она потеряла своё настоящее имя во время формирования союза, став его жрицей. Мико смотрела высоко на расу Иманити, но после создания союза и присоединения к Элкии, она начинает верить в Сору и Сиро, предоставляющих Иманити. Также она приказала Идзуне и Ино Хацунэ следовать за братом и сестрой, веря, что они смогут подробнее о них узнать.
Сэйю: Наоми Синдо

### Эльфы
Филь Нилвален (яп. フィール・ニルヴァレン Фи:ру Нируварэн) — эльф, считающаяся неудачным магом из-за того, что она вынуждена скрывать свой талант от остальных эльфов, чтобы помочь Курами. Она готова предать Эльвен Гард, страну, населённую эльфами, чтобы защитить подопечную. В итоге вместе с Курами устраивает заговор с целью получения политической власти достаточной силы для освобождения Курами из рабства.
Сэйю: Мамико Ното

### Иманити
Курами Зелл (яп. クラミー・ツェル Курами: Дзэру) — 18-летняя девушка, находящаяся в рабстве у семьи Нилвален. Несмотря на это, поддерживает очень тесную, почти родственную связь с Фил Нилвален. Вместе с последней устраивает заговор, чтобы помочь Фил обрести политическую власть достаточной силы для отмены рабства. Соре удаётся убедить Курами стать её союзником, поделившись с ней своими воспоминаниями.
Сэйю: Юка Игути
Стефани Дола (яп. ステファニー・ドーラ Сутэфани: До:ра) — внучка бывшего короля Элькии. Она довольно умна, но у неё недостаточно интуиции, чтобы выигрывать в игры. Её дедушка печально известен тем, что проиграл земли Элькии в азартные игры. В результате Стефани старается восстановить честь своего дедушки и человечества. Когда Сору и Сиро коронуют, она становится их помощником и занимается экономикой и политикой Элькии. Они обнаруживают, что её дедушка хранил секретную информацию о других расах, которая становится их ключом к победе; её опыт с Сорой и Сиро улучшает её навыки до такого уровня, что она может победить обычных людей.
Сэйю: Ёко Хикаса

## Медиа

### Ранобэ
Первый том ранобэ был опубликован 25 апреля 2012 издательством Media Factory. В 2014 году «Без игры жизни нет» заняло 3 место в ежегодном путеводителе Kono Light Novel ga Sugoi!. Первый том российского издания ранобэ был опубликован 17 августа 2017 издательством XL Media.

### Манга
Манга-адаптация, написанная Ю Камией и иллюстрированная Масиро Хиираги, начала выпускаться в сэйнэн-журнале Monthly Comic Alive 27 января 2013 года. Первый том российского издания манги был опубликован в 2015 издательством XL Media.
| № | Заглавие                                       | Дата публикации | ISBN                   |
| - | ---------------------------------------------- | --------------- | ---------------------- |
| 1 | No Game No Life 01 (ノーゲーム・ノーライフ 01) | 22 ноября 2013  | ISBN 978-4-04-066114-8 |
| 2 | No Game No Life 02 (ノーゲーム・ノーライフ 02) | 23 февраля 2018 | ISBN 978-4-04-069582-2 |

### Аниме
На основе ранобэ студией Madhouse был создан аниме-сериал No Game No Life, трансляция которого началась 9 апреля 2014 на телеканале AT-X. Опенингом стала композиция «This game» в исполнении Кономи Судзуки, а эндингом — композиция «Oracion» в исполнении Аи Каяно.

#### Список серий
| 1 | Новичок «Сирото:» (素人)                  | 9 апреля 2014 года  |
| Брат и сестра Сора и Сиро, два опытных геймера, были вызваны таинственным игроком на партию в онлайн-шахматы. Потерпев поражение, их противник предлагает им возродиться в своём мире, где все споры решаются с помощью игр. Брат и сестра, уставшие от реальности, принимают его предложение и переносятся в фэнтезийный мир Disboard. Они узнают, что тем, кто вызвал их, был Тэт, последний оставшийся бог в Disboard.            |                                           |                     |
| 2 | Бросающий вызов «Тё:сэнся» (挑戦者)       | 16 апреля 2014 года |
| Сора и Сиро узнают, что человеческое царство Элькия находится в тяжёлом положении: после того, как предыдущий король потерял почти все территории Иманити и они перешли к соседним странам, вся человеческая популяция находится в последнем оставшемся городе Элькия. «Пустые» объединяют свои силы с принцессой Стефани Дола, чтобы победить Курами Зелл, последнего оставшегося соперника на трон.                                |                                           |                     |
| 3 | Эксперт «Дзюкурэнся» (熟練者)             | 23 апреля 2014 года |
| Сора и Сиро узнают, что Курами Зелл играет нечестно. Чтобы обеспечить своё положение на троне, Курами пытается уговорить их сдаться. Когда они отказываются, она бросает им вызов на необычную игру в шахматы. |                                           |                     |
| 4 | Гроссмейстер «Кокуо:» (国王)              | 30 апреля 2014 года |
| После нескольких неожиданных поворотов игры Сора и Сиро обыгрывают Курами и становятся королём и королевой Элькии. Позже они встречают Тэта, который утверждает, что они могут играть против него за звание Бога, но для этого они должны победить все другие расы в мире. Они принимают его вызов. |                                           |                     |
| 5 | Слабая площадь «Команарабэ» (駒並べ)      | 7 мая 2014 года     |
| Во время планирования своих дальнейших действий Сора и Сиро узнают, что библиотека Элькии находится в распоряжении расы Флюгель, и решают заполучить её обратно. |                                           |                     |
| 6 | Интересный «Иттэ» (一手)                  | 14 мая 2014 года    |
| Сора и Сиро бросают вызов Джибриль, представительнице Флюгель, чтобы заполучить библиотеку. Джибриль, помимо библиотеки, также ставит на кон права на владение собой. Сора и Сиро обыгрывают её в сиритори (японская игра в слова) и готовятся к нападению на Восточную Федерацию. |                                           |                     |
| 7 | Жертва «Синитэ» (死に手)                  | 21 мая 2014 года    |
| Сора и Сиро пытаются выяснить, в какую игру играют Звероподобные (Werebeasts), а также причину, по которой бывший король проиграл им 8 раз. |                                           |                     |
| 8 | Ложный конец «Кисикайсэй» (起死回生)      | 28 мая 2014 года    |
| Сора, Сиро, Стеф и Джибриль отправляются на прием к послу Восточной Федерации в Элькии. Выяснив, что Звероподобные играют в видеоигры, Сора ставит на кон фигуру расы с таким условием: если он проиграет, то Десять правил не будут действовать на Иманити. |                                           |                     |
| 9 | Прогулка по небу «Кайрихо:» (解離法)      | 4 июня 2014 года    |
| Сора играет против Курами в игру с использованием фрагментов памяти. В процессе напряжённой игры Сиро и остальные почти полностью теряют воспоминания о Соре, но в итоге они побеждают благодаря Сиро, вернув воспоминания назад, а также завоевав доверие Курами и получив право изменить память Фил (для возможности дезинформировать эльфов при игре с ними в будущем).                                                           |                                           |                     |
| 10 | Голубая роза «Сико:хо:» (指向法)          | 11 июня 2014 года   |
| Герои лучше знакомятся со своими новыми союзниками Курами и Фил, общаются, вспоминают прошлое. Сора, Сиро, Стеф и Джибриль отправляются на игру с Восточной федерацией. |                                           |                     |
| 11 | Смертоносный великан «Ю:до:хо:» (誘導法)  | 18 июня 2014 года   |
| Противостояние проводится по правилам компьютерной игры с полным погружением в жанре «стрелялки» в юмористически-любовном стиле. Сиро оказывается хороша в этом типе игр и её команда почти побеждает Идзуну, но находяcь на грани поражения, та демонстрирует истинную силу звероподобных, перейдя в особую, многократно ускоренную форму.                                                                                          |                                           |                     |
| 12 | Правило № 10 «Ру:ру Намба: Дзю:» (収束法) | 25 июня 2014 года   |
| Идзуна в новой форме почти побежает команду Соры и Сиро, но в итоге проигрывает из-за их хитрого тактического хода, придуманного ранее. Победители доброжелательно относятся к побеждённым, знакомятся с Мико (правительницей звероподобных) и принимают взаимовыгодные для обоих государств условия. После титров показано, что Сора и Сиро с помощью Мико обращаются к старым богам, первым в ранге рас, чтобы вызвать их на игру. |                                           |                     |